# Corticarina paradoxa
Corticarina paradoxa is een keversoort uit de familie schimmelkevers (Latridiidae). De wetenschappelijke naam van de soort werd in 1992 gepubliceerd door Saluk.